# Ulrik Christian Gyldenløve (generale 1630)

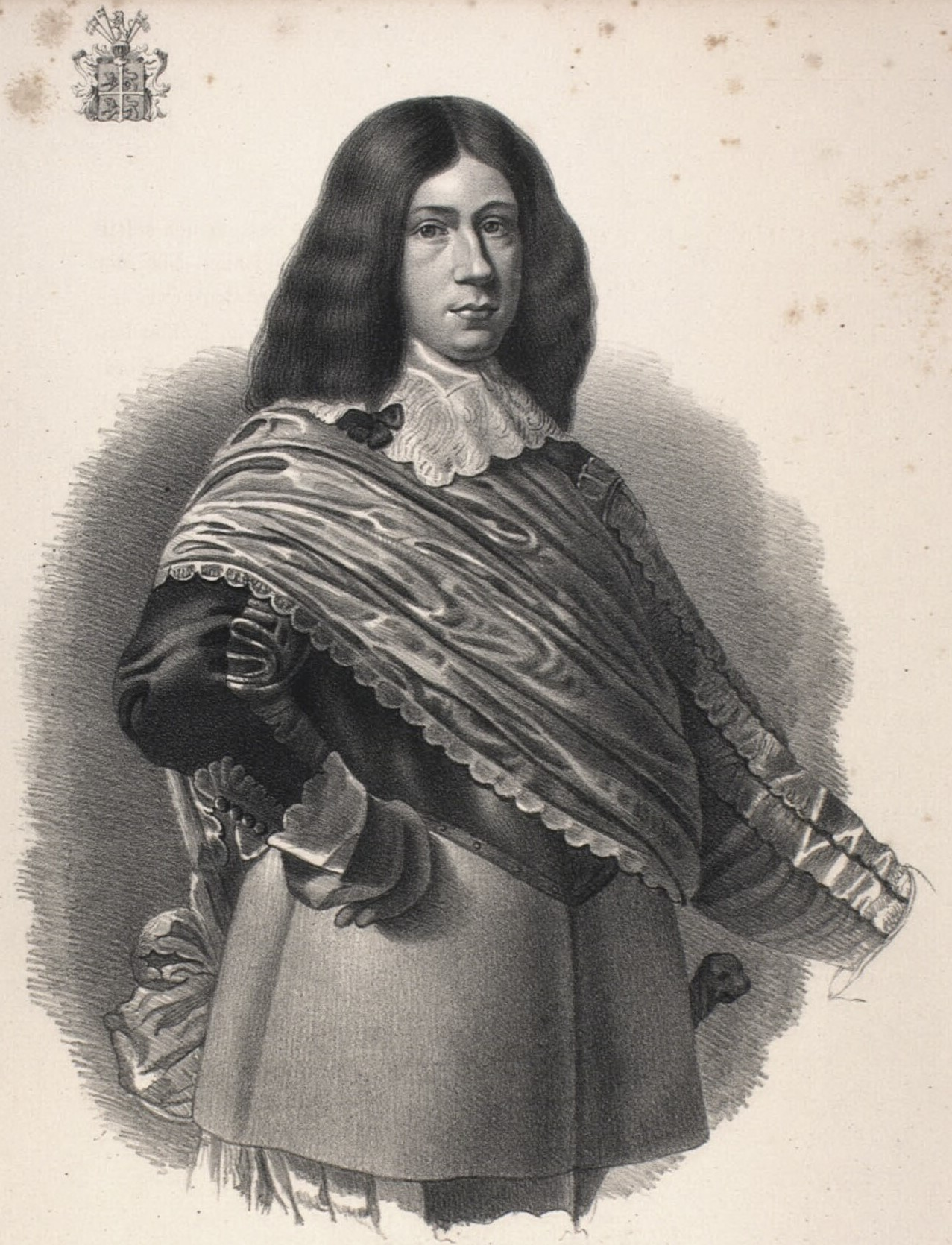
Ulrik Christian Gyldenløve

Ulrik Christian Gyldenløve (Ibstrup, 7 aprile 1630 – Copenaghen, 11 dicembre 1658) è stato un generale danese.

## Biografia
Era nato dalla relazione tra il re Cristiano IV di Danimarca e la sua amante Vibeke Kruse.
Nel febbraio del 1645 suo padre gli diede il palazzo di Skinnerup gård, in pessime condizioni. Egli lo restaurò e gli cambiò nome in Ulriksholm. In seguito venne fatto conte.
Era generale e Comandante in capo dell'esercito danese combattendo nella Guerra Dano-svedese del 1657 e 1658.
Ulrik condusse alla carica l'esercito degli studenti contro quello svedese durante l'assedio di Copenaghen nel 1658. Quando gli svedesi presero d'assalto Kallebodstrand, dove Ulrik aveva il suo quartier generale, scoppiò una lotta sanguinosa tra i difensori danesi e gli invasori svedesi-tedeschi. Ulrik rimase ucciso durante lo scontro.
Per ricordarne la morte eroica a Copenaghen e a Odense sono state a lui intitolate delle strade.

## Ascendenza
|                              |   |                                   | Genitori                           |  |  | Nonni |  |  | Bisnonni                   |  |  | Trisnonni               |  |
|                              |   |                                   |                                    |  |  |       |  |  | Cristiano III di Danimarca |  |  | Federico I di Danimarca |  |
|                              |   |                                   |                                    |  |  |       |  |  | Cristiano III di Danimarca |  |  | Federico I di Danimarca |  |
|                              |   | Anna del Brandeburgo              |                                    |  |  |       |  |  | Cristiano III di Danimarca |  |  |                         |  |
| Federico II di Danimarca     |   |                                   |                                    |  |  |       |  |  | Cristiano III di Danimarca |  |  |                         |  |
|                              |   | Dorotea di Sassonia-Lauenburg     | Magnus I di Sassonia-Lauenburg     |  |  |       |  |  |                            |  |  |                         |  |
|                              |   | Dorotea di Sassonia-Lauenburg     | Magnus I di Sassonia-Lauenburg     |  |  |       |  |  |                            |  |  |                         |  |
|                              |   | Dorotea di Sassonia-Lauenburg     | Caterina di Braunschweig-Lüneburg  |  |  |       |  |  |                            |  |  |                         |  |
| Cristiano IV di Danimarca    |   | Dorotea di Sassonia-Lauenburg     |                                    |  |  |       |  |  |                            |  |  |                         |  |
|                              |   | Ulrico III di Meclemburgo-Güstrow | Alberto VII di Meclemburgo-Güstrow |  |  |       |  |  |                            |  |  |                         |  |
|                              |   | Ulrico III di Meclemburgo-Güstrow | Alberto VII di Meclemburgo-Güstrow |  |  |       |  |  |                            |  |  |                         |  |
|                              |   | Ulrico III di Meclemburgo-Güstrow | Anna di Brandeburgo                |  |  |       |  |  |                            |  |  |                         |  |
| Sofia di Meclemburgo-Güstrow |   | Ulrico III di Meclemburgo-Güstrow |                                    |  |  |       |  |  |                            |  |  |                         |  |
|                              |   | Elisabetta di Danimarca           | Federico I di Danimarca            |  |  |       |  |  |                            |  |  |                         |  |
|                              |   | Elisabetta di Danimarca           | Federico I di Danimarca            |  |  |       |  |  |                            |  |  |                         |  |
|                              |   | Elisabetta di Danimarca           | Sofia di Pomerania                 |  |  |       |  |  |                            |  |  |                         |  |
| Ulrik Christian Gyldenløve   |   | Elisabetta di Danimarca           |                                    |  |  |       |  |  |                            |  |  |                         |  |
|                              | … | …                                 |                                    |  |  |       |  |  |                            |  |  |                         |  |
|                              | … | …                                 |                                    |  |  |       |  |  |                            |  |  |                         |  |
|                              | … | …                                 |                                    |  |  |       |  |  |                            |  |  |                         |  |
| …                            | … |                                   |                                    |  |  |       |  |  |                            |  |  |                         |  |
|                              |   | …                                 | …                                  |  |  |       |  |  |                            |  |  |                         |  |
|                              |   | …                                 | …                                  |  |  |       |  |  |                            |  |  |                         |  |
|                              |   | …                                 | …                                  |  |  |       |  |  |                            |  |  |                         |  |
| Vibeke Kruse                 |   | …                                 |                                    |  |  |       |  |  |                            |  |  |                         |  |
|                              |   | …                                 | …                                  |  |  |       |  |  |                            |  |  |                         |  |
|                              |   | …                                 | …                                  |  |  |       |  |  |                            |  |  |                         |  |
|                              |   | …                                 | …                                  |  |  |       |  |  |                            |  |  |                         |  |
| …                            |   | …                                 |                                    |  |  |       |  |  |                            |  |  |                         |  |
|                              |   | …                                 | …                                  |  |  |       |  |  |                            |  |  |                         |  |
|                              |   | …                                 | …                                  |  |  |       |  |  |                            |  |  |                         |  |
|                              |   | …                                 | …                                  |  |  |       |  |  |                            |  |  |                         |  |
|                              |   | …                                 |                                    |  |  |       |  |  |                            |  |  |                         |  |